# Hans Peter Baadsgaard
Hans Peter Baadsgaard (født 27. november 1937 på Fur) er en dansk politiker, der var medlem af Folketinget for Socialdemokratiet i Randerskredsen (Århus Amtskreds) fra 10. januar 1984 til 20. november 2001.
Hans Peter Baadsgaard blev uddannet folkeskolelærer i 1961 og faglærer i matematik i 1965. Han har arbejdet som lærer ved Vorup Skole, Randers fra 1962 og fra 1977 som viceskoleinspektør samme sted.
I 1973 blev han medlem af bestyrelsen for Socialdemokratiet i Vorup, hvor han sad til 1976. Han blev medlem af bestyrelsen for Socialdemokratiet i Randerskredsen samme år og var formand fra 1978 til 1982. Fra 1981 til 1984 var han desuden medlem af Socialdemokratiets hovedbestyrelse. Efter valget til Folketinget blev han medlem af Folketingets Finansudvalg. I 1988-1998 var han formand for Boligudvalget, og fra 1998 var han formand for Uddannelsesudvalget. Fra 1998 fungerede han også som sit partis uddannelsesordfører. Fra 1994 til 2002 var han desuden statsrevisor.